# Cascate Ngonye
Le cascate Ngonye o cascate Sioma sono delle cascate del fiume Zambesi, e si trovano nello Zambia occidentale, vicino alla città di Sioma, circa 250 km più a monte rispetto alle cascate Vittoria.

## Posizione
Partendo da Lusaka, la capitale dello Zambia, possono essere raggiunte con un impegnativo viaggio di due o tre giorni, e questa difficoltà nel raggiungimento delle cascate le ha rese molto meno note rispetto alle cascate Vittoria.

## Le cascate
Le cascate non sono particolarmente alte, la loro altezza varia dai 10 ai 25 metri, ma si caratterizzano per una impressionante ampiezza. Formano una ampia mezzaluna interrotta da affioramenti rocciosi. A monte delle cascate il fiume Zambesi è ampio e poco profondo, ma dopo le cascate il fiume attraversa strette gole di roccia basaltica, formando una serie di grandi rapide.

## Fauna
L'ambiente circostante dà ospitalità a un gran numero di specie animali, specialmente nei pressi nel parco nazionale di Sioma Ngwezi. Si possono frequentemente avvistare elefanti vicino al fiume nelle vicinanze delle cascate.